# Горгира
Горгира (грч. Γοργυρα) је у грчкој митологији била нимфа.

## Етимологија
Ово име означава одвод, испуст, а односи се на подземне воде.

## Митологија
Била је демон, дух или нимфа Подземног света. У Овидијевим „Метаморфозама“ и према Аполодору, са Ахеронтом је имала сина Аскалафа. Према неким изворима, она је можда иста личност као и Стига, божанство подземне воде, али и Орфна и Никс.

## Биологија
Латинско име ових личности (Gorgyra) је назив за род лептира.